# 스키 리프트

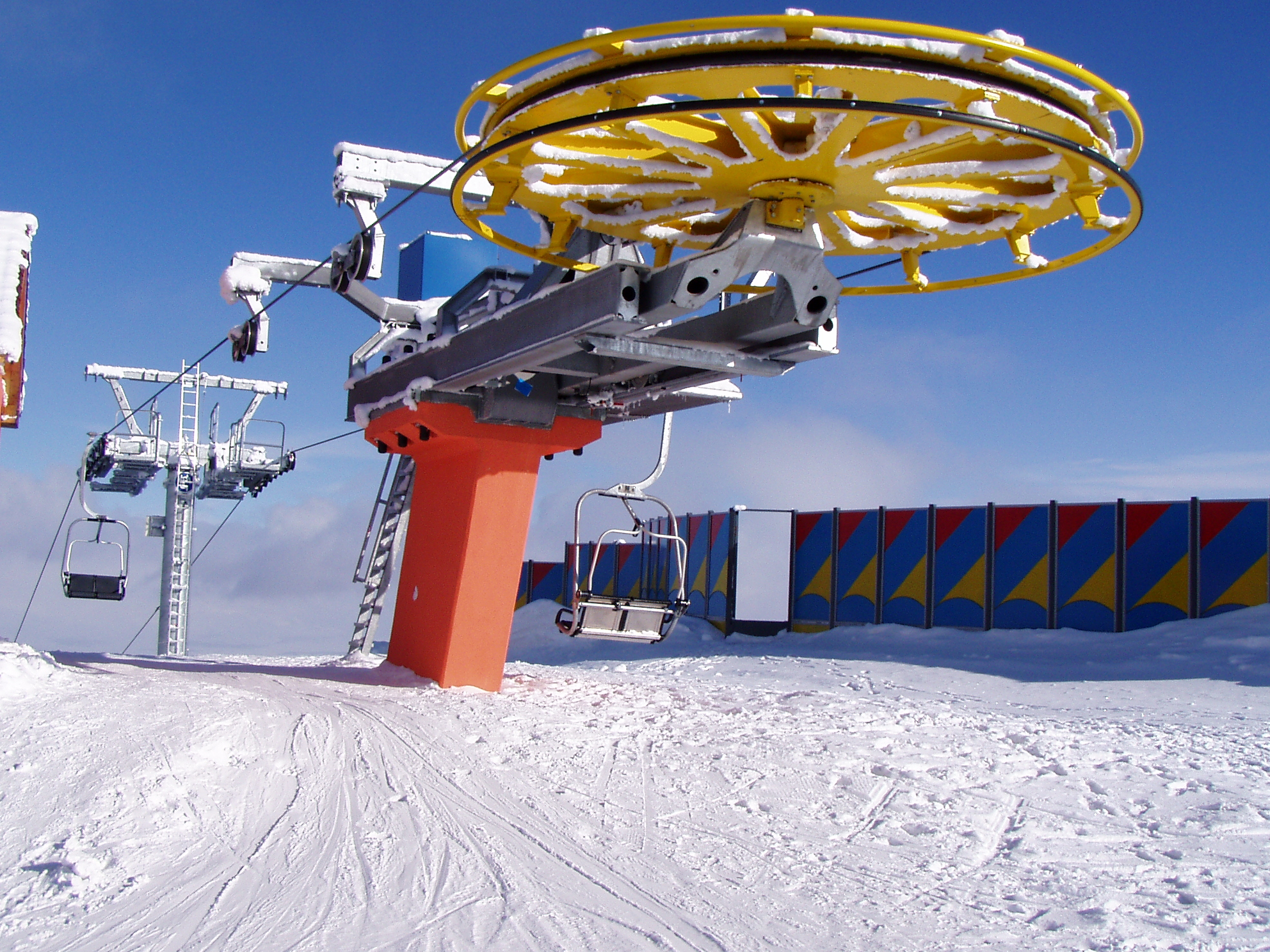
스키 리프트

스키 리프트(영어: ski lift, 문화어: 스키삭도승강기)는 대개 스키장에 있는 시설로, 스키를 타는 사람을 아래에서 위까지 이동하게 하는 시설이다.